# Aiyang Tlang
 (janvier 2020).
Aiyang Tlang (en bengali : আইয়াং ত্লং) est une montagne située à la frontière entre le Bangladesh et la Birmanie.
Van Rausang Bawm, de la communauté ethnique locale bawm, est le premier homme à l'avoir découverte.
Le 13 novembre 2019, l'ingénieur bangladais Jyotirmoy Dhar parvient à gravir le sommet. Il détermine ses coordonnées et mesure son altitude à 3 298 pieds avec un dispositif de système mondial de positionnement (GPS),,,,,,.
Le chef du Dalian Para de Remakri mouja, Lal Ram Bawm, assure l'authenticité de cette expédition. Elle est enregistrée dans le camp du BGB à proximité,.
Jyotirmoy Dhar dédie sa découverte et le sommet à sa bien-aimée, Rini Dhar, et attribue son nom en langue bengali Rinir Chura,,,,,,,,,,.